# Takayuki Fujii
Takayuki Fujii (født 18. juni 1993) er en japansk fodboldspiller.
Han har spillet for flere forskellige klubber i sin karriere, herunder Kagoshima United FC.